# 田中凛
田中 凛（たなか りん、1996年1月6日 - ）は、日本の女優・ファッションモデル。東京都出身。上智大学外国語学部フランス語学科卒業。

## 来歴・人物
- 2003年にクリエートジャパンエージェンシーに所属し、モデルとして芸能活動をスタート。2007年に「大好き!五つ子Go3!!」でテレビドラマデビュー、飯田基祐と若林志穂の娘役を演じる。弟役の林遼威とだけ英語で会話する帰国子女という設定であった。
- 2012年、高校1年生の時にオーディションに応募して浅井企画に移籍[1]。TEEの「Together ～つながり～」「With You ～ぬくもり～」2部作のミュージックビデオに出演する。同作品は合わせて1本のショートムービーのような仕立てになっていた[2]。同年、コカ・コーラ ロンドンオリンピックキャンペーン、2014年にはロッテ トッポのCMに出演。2016年にはテレビドラマ「仰げば尊し」に吹奏楽部員として出演し、特技のフルートを披露した。
- 2021年、浅井企画を退所しフリーとして活動。
- 英語・フランス語・韓国語を得意とする。英語は、世田谷区中学生英語スピーチコンテストでの優勝経験あり。その他の特技は、テニス・水泳・ギター・歌など。

## 出演

### 映画
- 騒音（2015年5月23日公開、関根勤監督）- 格闘技好き高校生 役

### テレビドラマ
- 愛の劇場 大好き!五つ子Go3!!（2007年7月16日 - 8月31日、TBS系）- 西園寺樹里 役
- 愛の劇場 大好き!五つ子2008（2008年7月14日 - 8月29日、TBS系）- 西園寺樹里 役
- 警視庁三係・吉敷竹史シリーズ3 北の夕鶴～2/3の殺人（2008年1月21日、TBS系）- 藤倉令子（少女時代）役
- 日曜劇場 仰げば尊し（2016年7月17日 - 9月11日、TBS系）- 丸山凛（フルート／ピッコロ担当）役

### テレビバラエティ
- ハレモノ女カルテ（2020年4月25日・5月9日、テレビ朝日）

### 広告（CM）
- 日本コカ・コーラ　コカ・コーラ「ロンドンオリンピックキャンペーン」（2012年）
- ロッテ トッポ「将来の夢」篇（2014年）- 中島健人（Sexy Zone）と共演

### 広告（PV）
- TKC　企業（2018年）

### 広告（スチール）
- 三井ホーム　Laisonte（2005年）
- 野村不動産　PROUD（2005年）
- 東急電鉄　Big Week（2006年）
- NTTドコモ　キッズケータイ（2006年）
- 森永製菓　ディア（2007年）

### ミュージックビデオ
- TEE「Together ～つながり～」（2012年9月3日公開、Yu-ya HARA監督）- ミドリ 役（ヒロイン）[3]
- TEE「With You ～ぬくもり～」（2012年10月22日公開、Yu-ya HARA監督）- ミドリ 役（ヒロイン）[4]
- どぶろっく「新・⚪︎⚪︎な女」（2015年2月26日公開、Takeshi Jac Cosaca監督）- トランペッター 役[5]

### 書籍
- TG Talented Girls Teens Actress（彩文館出版、2009年）
- スター名鑑 Beauties 2012 U-17編（東京ニュース通信社、2012年）